# Самиев, Шахром Тагоймуродович
Шахром Тагоймуродович Самиев (родился 4 февраля 2001) — таджикский футболист, нападающий клуба «Хорезм» и национальной сборной Таджикистана.

## Клубная карьера
Выступал за клубы «Баркчи» и «ЦСКА-Памир». В 2019 году стал игроком клуба «Истиклол» из Душанбе. В том же году выиграл с командой Суперкубок Таджикистана, чемпионат и Кубок Таджикистана.
В 2020 году перешёл в казанский «Рубин». 17 августа 2020 года перешёл в молдавский клуб «Шериф», после чего сразу же отправился в аренду в клуб «Динамо-Авто» до конца сезона 2020/21. С 1 июля 2021 года является игроком белорусского клуба «Торпедо-БелАЗ» из города Жодино (перешёл как свободный агент). В июле 2022 года покинул клуб, расторгнув контракт по соглашению сторон.
В июле 2022 года перешёл в «Ислочь». Дебютировал за клуб 30 июля 2022 года в ответном матче Кубка Белоруссии против бывшего клуба жодинского «Торпедо-БелАЗ». Первый матч за клуб в Высшей Лиге сыграл 6 августа 2022 года против «Слуцка», выйдя на замену на 73 минуте, а еще через 10 минут забил свой дебютный гол. В декабре 2022 года покинул клуб.
В феврале 2023 года появилась информация, что футболист может продолжить карьеру в молдавском клубе «Зимбру». Вскоре футболист официально присоединился к молдавскому клубу.
В августе 2023 года футболист перешёл в молдавский клуб «Милсами».
В феврале 2024 года футболист перешёл в узбекский клуб «Андижан».

## Карьера в сборной
7 июня 2019 года дебютировал за сборную Таджикистана в товарищеском матче против сборной Афганистана, отличившись в этой игре забитым мячом. 7 июля 2019 года забил свой второй гол за сборную в матче против сборной Индии.
Стал обладателем с национальной сборной Кубка короля Таиланда, где 25 сентября 2022 года в финале по серии пенальти одержал победу над Малайзией.

## Достижения

### Командные достижения
«Истиклол»
- Чемпион Таджикистана: 2019
- Обладатель Кубка Таджикистана: 2019
- Обладатель Суперкубка Таджикистана: 2019

Сборная Таджикистана
- Обладатель Кубка короля Таиланда: 2022